# Seveux
Seveux és un municipi francès situat al departament de l'Alt Saona i a la regió de Borgonya - Franc Comtat. L'any 2007 tenia 435 habitants.

## Demografia

### Població
El 2007 la població de fet de Seveux era de 435 persones. Hi havia 187 famílies, de les quals 56 eren unipersonals (20 homes vivint sols i 36 dones vivint soles), 67 parelles sense fills, 44 parelles amb fills i 20 famílies monoparentals amb fills.
La població ha evolucionat segons el següent gràfic:
Habitants censats

### Habitatges
El 2007 hi havia 242 habitatges, 197 eren l'habitatge principal de la família, 21 eren segones residències i 23 estaven desocupats. 203 eren cases i 37 eren apartaments. Dels 197 habitatges principals, 147 estaven ocupats pels seus propietaris, 48 estaven llogats i ocupats pels llogaters i 3 estaven cedits a títol gratuït; 3 tenien una cambra, 7 en tenien dues, 19 en tenien tres, 68 en tenien quatre i 100 en tenien cinc o més. 158 habitatges disposaven pel capbaix d'una plaça de pàrquing. A 79 habitatges hi havia un automòbil i a 82 n'hi havia dos o més.

### Piràmide de població
La piràmide de població per edats i sexe el 2009 era:
| Homes | Edats   | Dones |
| ----- | ------- | ----- |
| 0     | 95 o +  | 0     |
| 4     | 90 a 94 | 8     |
| 0     | 85 a 89 | 12    |
| 8     | 80 a 84 | 8     |
| 0     | 75 a 79 | 8     |
| 8     | 70 a 74 | 8     |
| 12    | 65 a 69 | 20    |
| 16    | 60 a 64 | 4     |
| 16    | 55 a 59 | 28    |
| 12    | 50 a 54 | 12    |
| 12    | 45 a 49 | 12    |
| 16    | 40 a 44 | 0     |
| 20    | 35 a 39 | 16    |
| 8     | 30 a 34 | 32    |
| 20    | 25 a 29 | 16    |
| 8     | 20 a 24 | 8     |
| 4     | 15 a 19 | 16    |
| 12    | 10 a 14 | 0     |
| 20    | 5 a 9   | 12    |
| 24    | 0 a 4   | 12    |

## Economia
El 2007 la població en edat de treballar era de 276 persones, 185 eren actives i 91 eren inactives. De les 185 persones actives 173 estaven ocupades (97 homes i 76 dones) i 12 estaven aturades (5 homes i 7 dones). De les 91 persones inactives 38 estaven jubilades, 18 estaven estudiant i 35 estaven classificades com a «altres inactius».

### Ingressos
El 2009 a Seveux hi havia 194 unitats fiscals que integraven 443 persones, la mediana anual d'ingressos fiscals per persona era de 16.966 €.

### Activitats econòmiques
Dels 25 establiments que hi havia el 2007, 1 era d'una empresa extractiva, 1 d'una empresa alimentària, 4 d'empreses de fabricació d'altres productes industrials, 5 d'empreses de construcció, 4 d'empreses de comerç i reparació d'automòbils, 4 d'empreses de transport, 2 d'empreses d'hostatgeria i restauració, 1 d'una empresa d'informació i comunicació, 1 d'una empresa immobiliària, 1 d'una entitat de l'administració pública i 1 d'una empresa classificada com a «altres activitats de serveis».
Dels 6 establiments de servei als particulars que hi havia el 2009, 1 era una oficina de correu, 1 paleta, 1 fusteria, 1 perruqueria i 2 restaurants.
Dels 3 establiments comercials que hi havia el 2009, 1 era una botiga de més de 120 m², 1 una botiga de menys de 120 m² i 1 una fleca.
L'any 2000 a Seveux hi havia 7 explotacions agrícoles.

## Equipaments sanitaris i escolars
El 2009 hi havia una escola elemental integrada dins d'un grup escolar amb les comunes properes formant una escola dispersa.

## Poblacions més properes
El següent diagrama mostra les poblacions més properes.